# Масштаб Планка
У фізиці, Масштаб Планка є фундаментальний масштаб матерії, який названий в честь німецького фізика Макса Планка, який перший запропонував масу Планка, в 1899. Він визначає Електричну силову константу, яка дорівнює гравітаційній силовій константі:
{\displaystyle \alpha _{P}={\frac {q_{P}^{2}}{2hc\,\varepsilon _{E}}}=\alpha _{S}/\alpha _{S}=1,\ }
де
{\displaystyle \alpha _{S}={\frac {e^{2}}{2hc\,\varepsilon _{E}}}=7.297353\cdot 10^{-3},\ } — стала «тонкої структури», або силова константа масштабу Стоні;
{\displaystyle q_{P}={\frac {e}{\sqrt {\alpha _{S}}}}} — заряд Планка;
{\displaystyle \!e} — елементарний електричний заряд;
{\displaystyle \!h} — постійна Планка;
{\displaystyle \!c} — швидкість світла у вакуумі;
{\displaystyle \!\varepsilon _{E}} — діелектрична стала, або проникність вакууму. Таким чином, масштаб Стоні визначає безрозмірний параметр силової взаємодії, відомий в квантовій фізиці як стала тонкої структури.

## Історія
Природні одиниці вимірювання фізичних величин виникли в кінці 19-го століття, коли Джордж Джонсон Стоні ввів в 1881 році одиниці довжини, часу та маси, виходячи з масштабу елементарного електричного заряду, який і визначає масштаб цих величин, сьогодні він називається масштабом Стоні.
Макс Планк перший отримав фундаментальне значення для «маси Планка» mP, яке повністю випливає з інших фундаментальних фізичних констант і сьогодні на його честь називається масою Планка, в статті опублікованій в Пруській Академії наук в травні 1899 року. В цій статті також вперше появилась Постійна Планка, спершу під символом b, а пізніше перейменована в h. Також там є числові значення величин в метричній системі одиниць достатньо близькі до сучасних значень. Сьогодні невідомо яким чином Планк прийшов до відкриття цього масштабу фізичних величин, оскільки в статті відсутні алгебричні деталі виведення. Проте він пояснив чому так високо оцінив такими словами:
|  | …Їхнє значення обов'язково залишиться на всі часи і для всіх цивілізацій, навіть позаземних, які мають нелюдську природу, і тому ці величини є основою «природної системи» одиниць…Оригінальний текст (нім.) …ihre Bedeutung für alle Zeiten und für alle, auch ausserirdische und aussermenschliche Culturen notwendig behalten und welche daher als ‚natürliche Maasseinheiten‘ bezeichnet werden können… |